# Lord of the Dance (chanson)
Pour les articles homonymes, voir Lord of the Dance.
Lord of the Dance (« seigneur de la danse ») est un hymne religieux sur un air dansant inspiré de la chanson shaker Simple Gifts et dont les paroles, écrites en 1967 par le parolier anglais Sydney Carter (en), racontent sur un mode humoristique la vie de Jésus-Christ, seigneur de la danse.
La chanson connaît un grand succès populaire au Royaume-Uni et aux États-Unis. Elle a notamment été reprise par les Dubliners, et a inspiré plusieurs chants de stade.